# Krakauer Tuchhallen

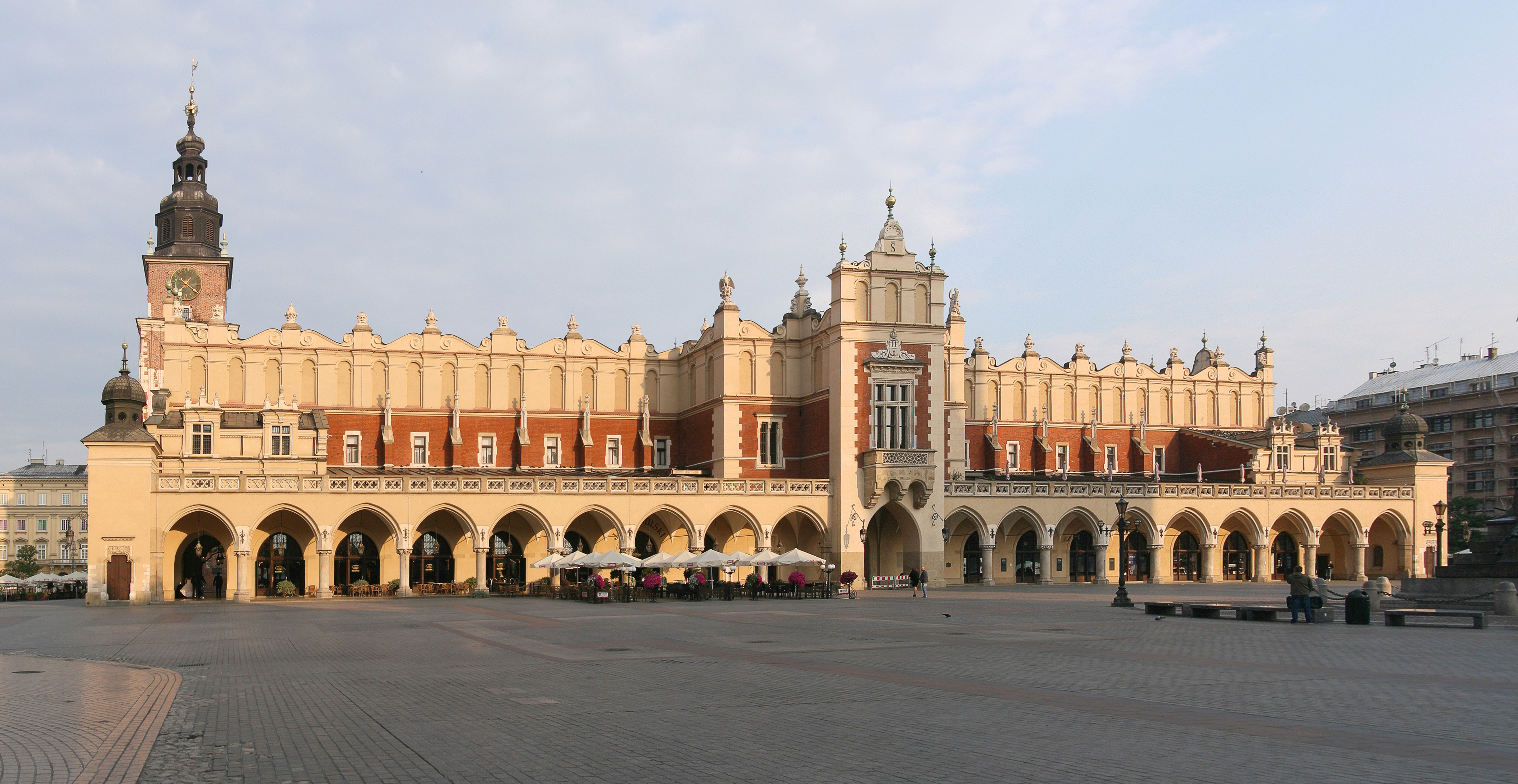
Tuchhallen im Jahr 2014

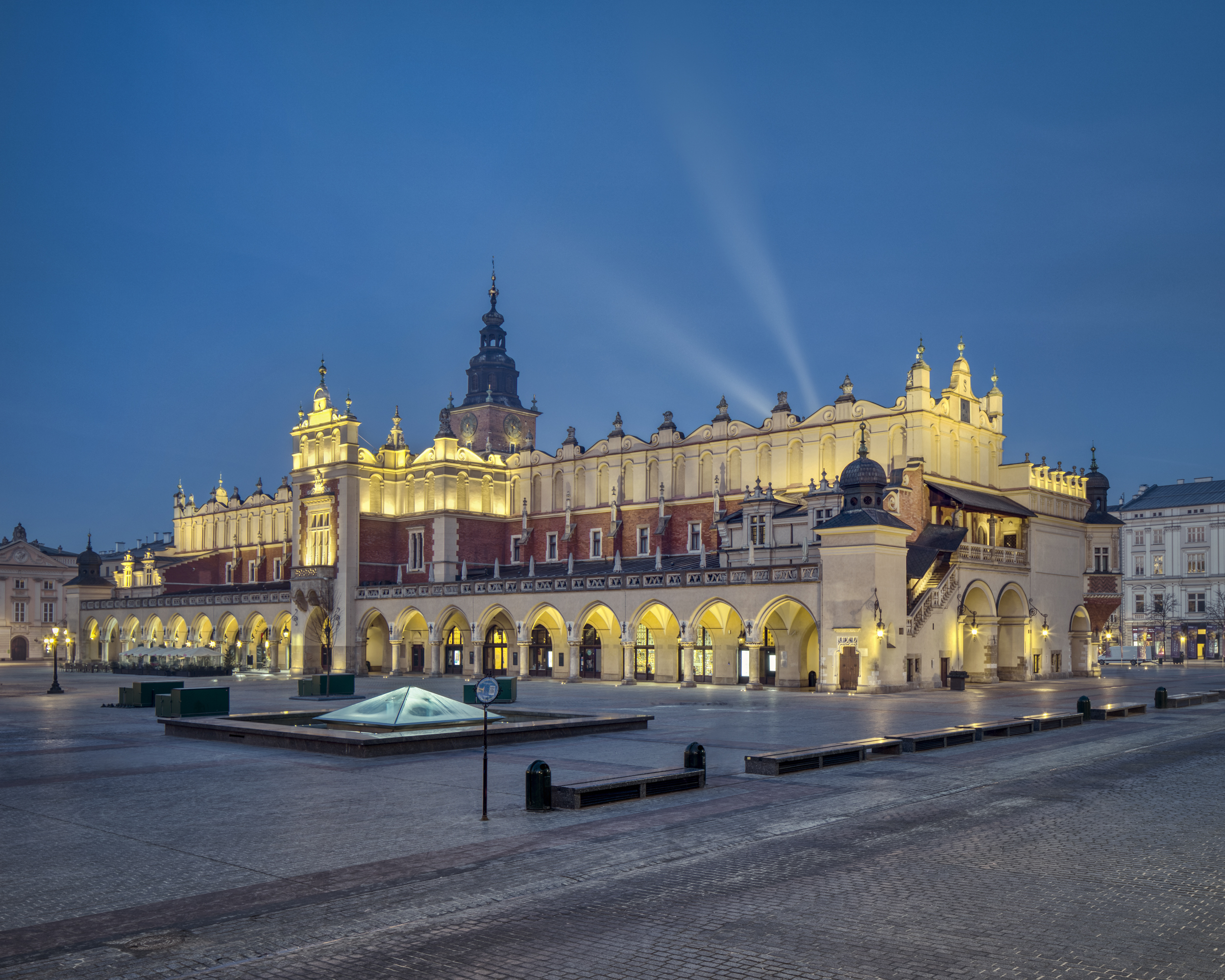
Krakauer Tuchhallen, Blick von Osten.

Die Krakauer Tuchhallen (polnisch Sukiennice) befinden sich in der Mitte des Hauptmarktes (poln. Rynek Główny) in Krakau und sind eines der bedeutendsten Beispiele der Renaissance-Architektur in Mitteleuropa. Ihren Namen erhielten sie nach dem Handel mit Tüchern.

## Geschichte und Beschreibung

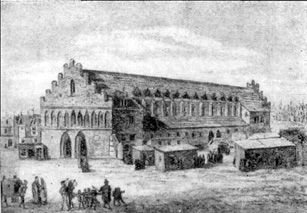
Tuchhalle(n) auf einer Zeichnung um 1550

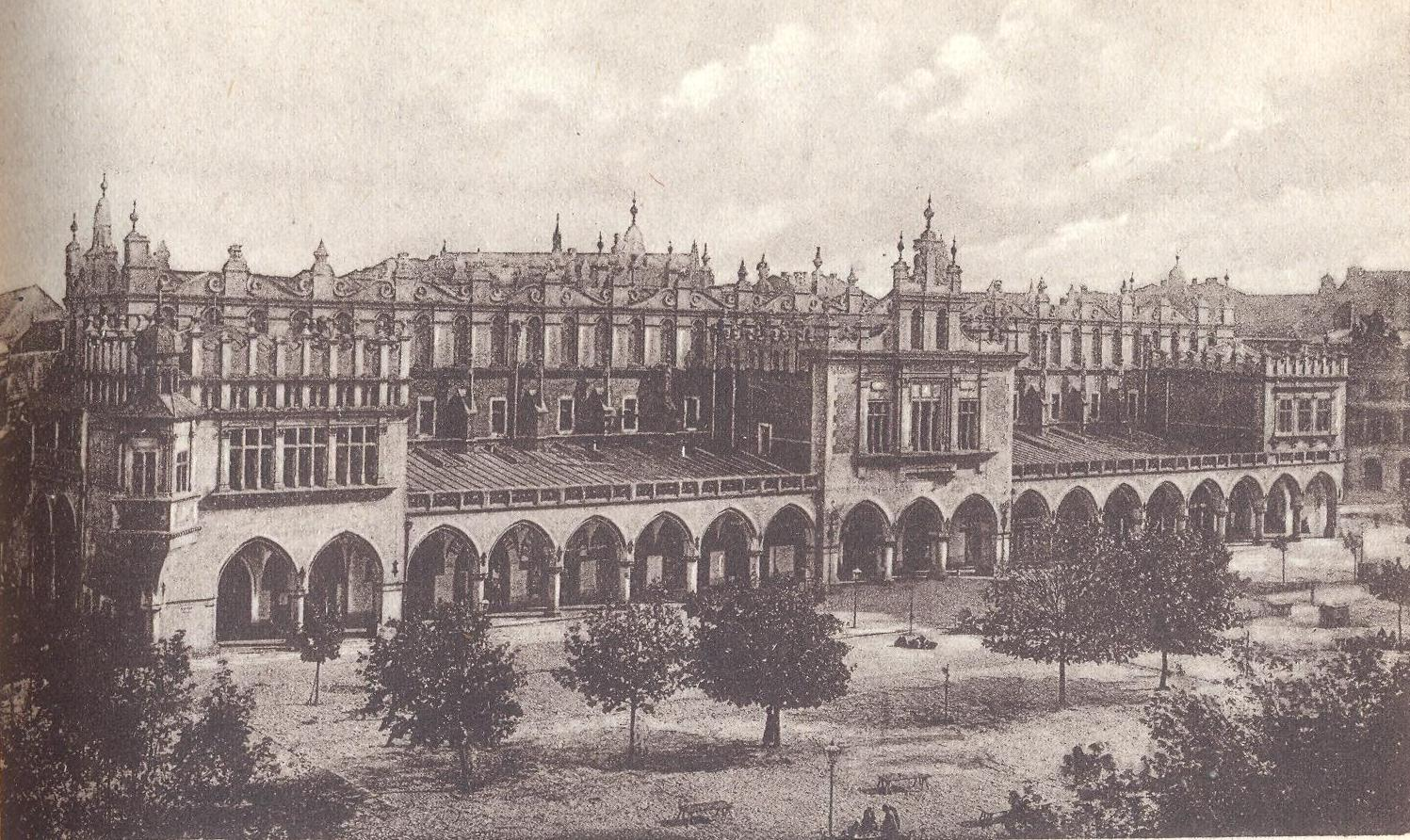
Tuchhallen um 1930

Die Krakauer Tuchhallen wurden im Mittelalter auf Veranlassung von König Kasimir dem Großen errichtet. Die überdeckten Gebäude dienten dem Handel mit englischen und flämischen Tuchen, wonach die Hallen ihren Namen erhielten. Nachts lieferten Pferdefuhrwerke neue Waren in die enge Passage zwischen den Krämerläden; die Seiteneingänge waren zum Schutz vor Dieben mit Metallgittern versperrt.
Im Jahr 1555 fiel der gotische Bau einem Brand zum Opfer. Beim Wiederaufbau im Renaissancestil erhielten die Tuchhallen ein Tonnengewölbe und eine umlaufende Attika mit flachen Arkaden und Maskaronenköpfen nach einem Entwurf des Italieners Santi Gucci. Es wurden auch Loggien nach einem Entwurf von Giovanni Maria Padovano errichtet und eine damals moderne Gasbeleuchtung installiert. Die Hallen belegen eine Fläche von 18 × 108 Metern.
Im Jahre 1601 wurde in der Mitte des Gebäudes ein Durchgang angelegt, der die Warenanlieferung und die Kundenströme verbesserte.
In den Jahren 1875–1878 wurden die Tuchhallen nach dem Entwurf des Architekten Tomasz Pryliński gründlich umgebaut. Die Längsseiten erhielten neugotische Arkaden mit von Jan Matejko entworfenen Säulenkapitellen. Im Obergeschoss entstanden Ausstellungsräume, die den ersten Sitz des Krakauer Nationalmuseums bildeten. Seit dem 20. Jahrhundert beherbergen sie die Galerie der polnischen Malerei des 19. Jahrhunderts. An den Wänden über den hölzernen Verkaufsständen sind polnische Stadtwappen und Zunftzeichen angebracht. Im Erdgeschoss lädt das Café Noworolski zum Verweilen. Sein Interieur ist im Jugendstil gehalten und Wandgemälde der polnischen Maler Henryk Uziembło und Józef Mehoffer schmücken die Wände.
Neben den Tuchhallen eröffnete die Stadtverwaltung am 24. September 2010 ein neues, unterirdisches Museum. Die archäologischen Ausgrabungen am Marktplatz in den Jahren 2004 bis 2006 zeigten Wände verschollener Bauten aus dem Mittelalter. Statt sie wieder zuzuschütten, wurden sie mit einer Stahlbetonplatte bedeckt und zugänglich gemacht. Sie sind eine Zweigstelle des Krakauer Historischen Museums.

## Galerie

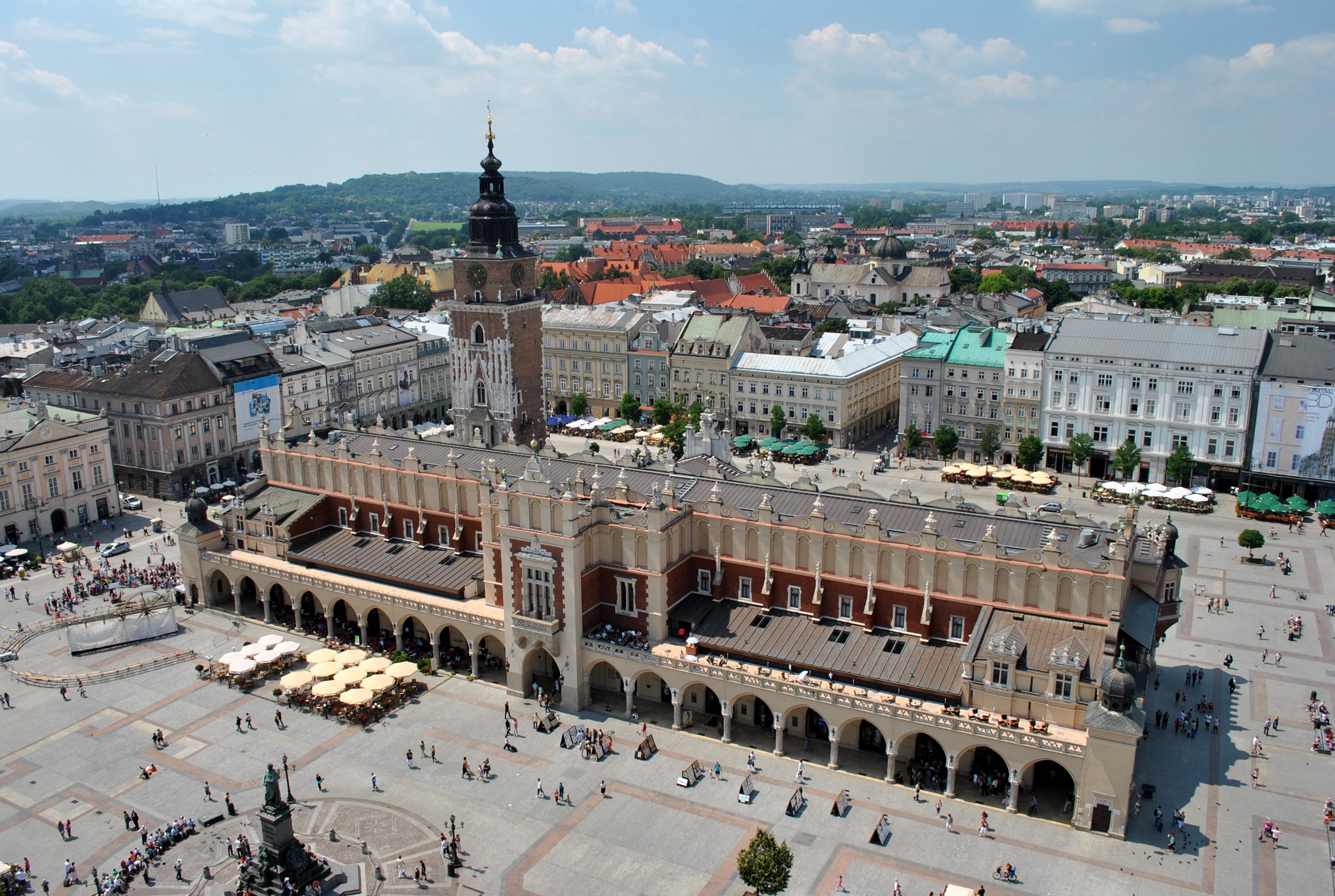
Luftbild der Tuchhallen
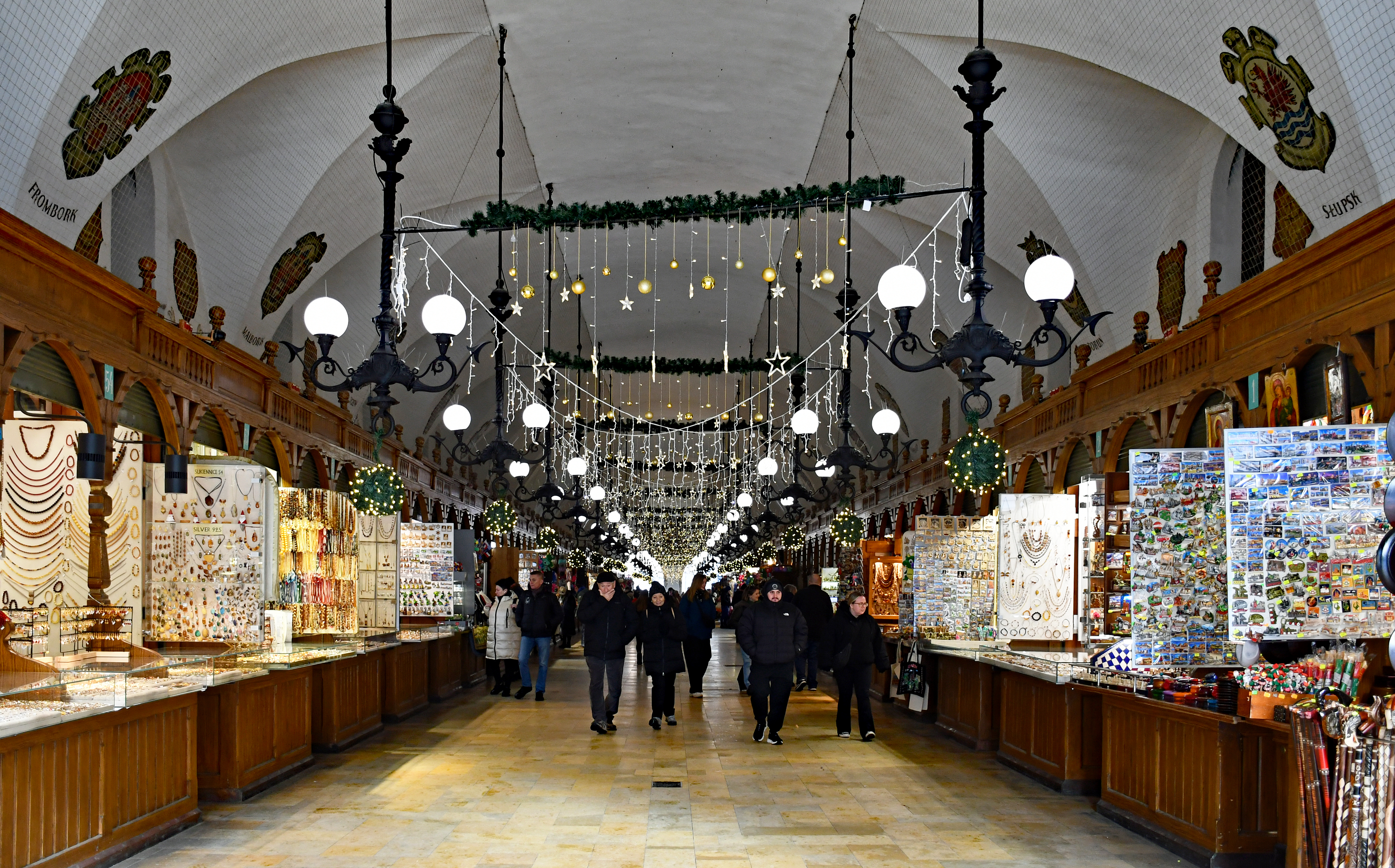
Blick in die Verkaufsläden
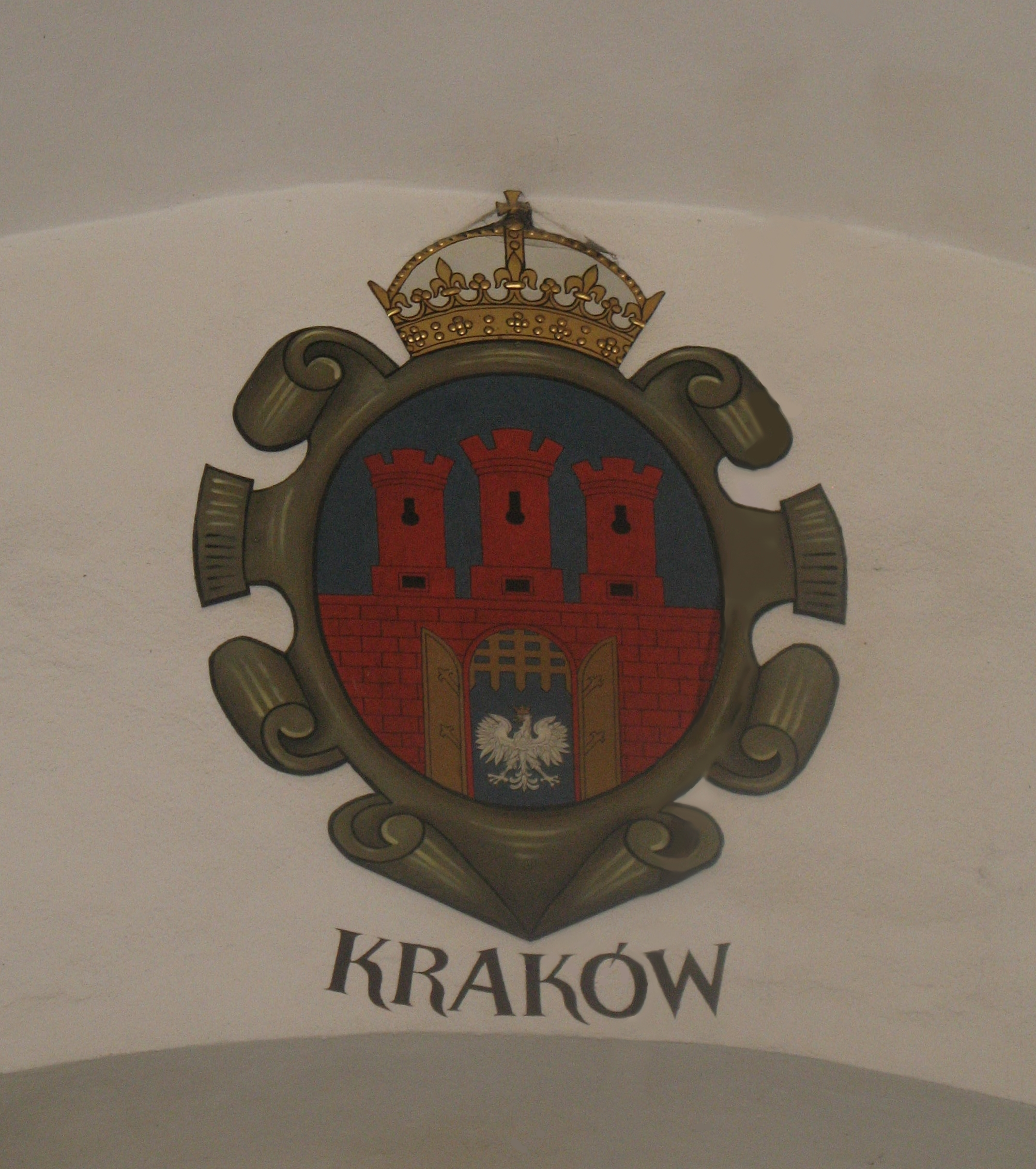
Krakauer Wappen in der Halle
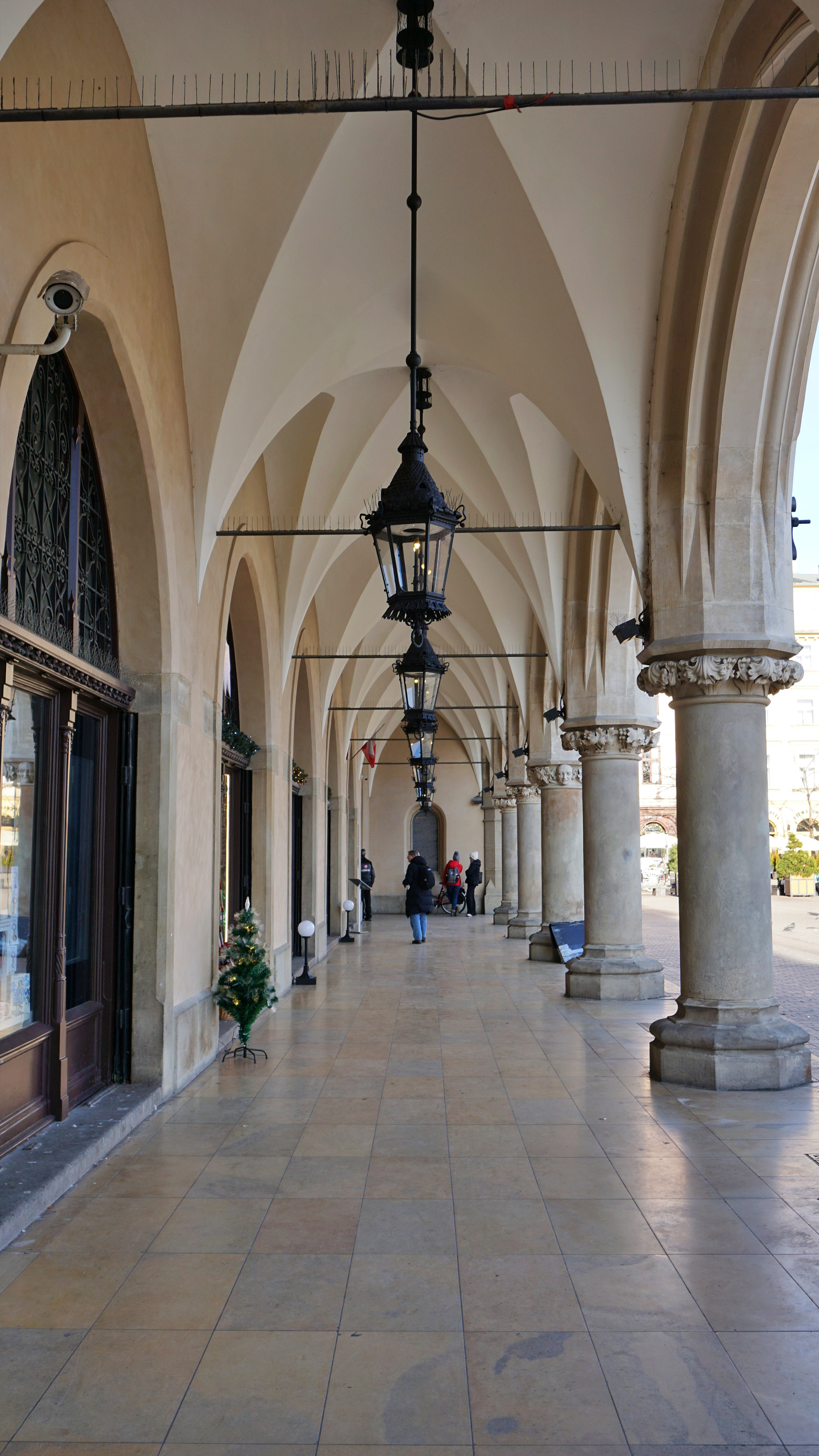
Arkaden der Tuchhalle
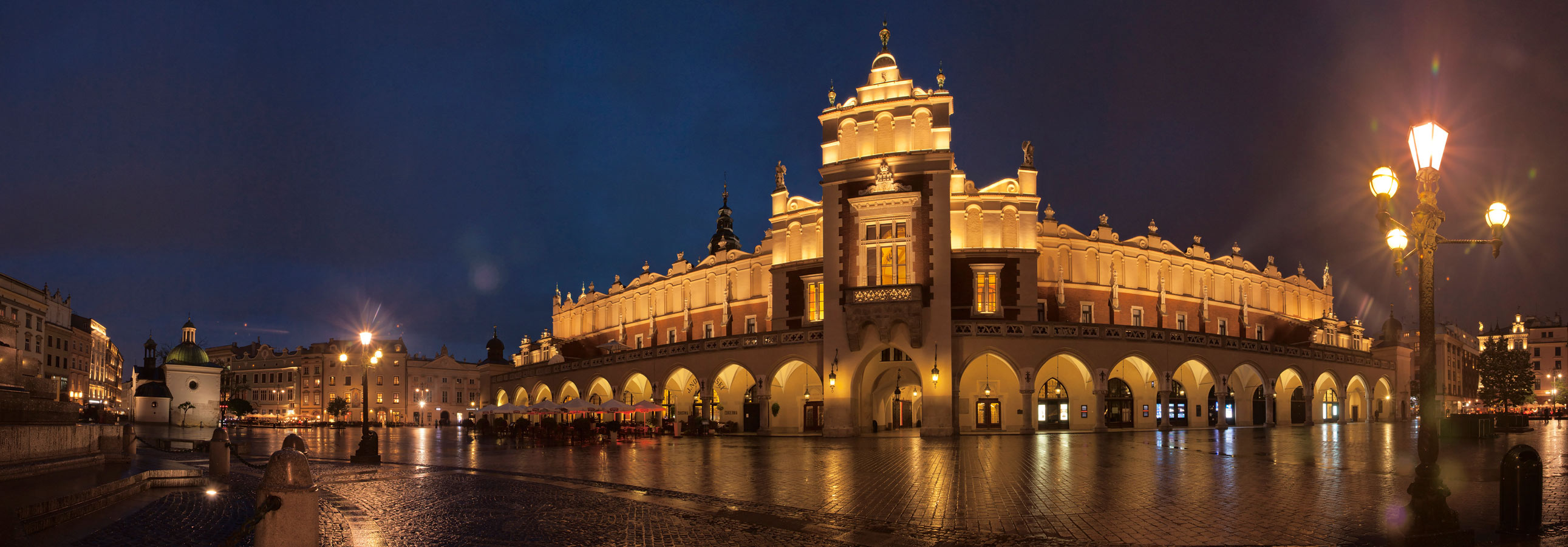
Bei Nacht